# Jacques Bobet
Jacques Bobet (* 29. Juni 1919 in Saumur; † 7. März 1996 in Montreal) war ein französischer Filmproduzent, Drehbuchautor, Regisseur und Cutter.

## Biografie
Nach einem kurzen Aufenthalt als Dozent für Literatur und Philosophie in Frankreich, wanderte Bobet 1947 nach Kanada aus und trat er in das Office National du Film (ONF) in Ottawa ein, wo er für die französische Fassung englischsprachiger Filme zuständig war. Bobet setzte sich für die Stärkung der französischen Abteilung und die Bindung französischer Talente ein und wurde 1951 zum Produzenten der französischen Fassungen ernannt. Bis 1956, als er zum Chefproduzenten der neu gegründeten Versions Unit ernannt wurde, hatte er an der Bearbeitung von rund 500 Filmen mitgewirkt. Im selben Jahr wurde der Sitz der NFB von Ottawa nach Montreal verlegt, was den Ruf der NFB in Französisch-Kanada verbesserte und die NFB für französischsprachige Filmemacher attraktiver machte. 1959 übernahm Bobet die Verantwortung für die Produktion weiterer französischsprachiger Originalfilme. 1964 wurde schließlich eine eigene französische Produktionsabteilung gegründet, in der Bobet einer von vier ausführenden Produzenten war.
Er leitete die Produktion einiger der wichtigsten Filme, die in den 1960er Jahren in Québec gedreht wurden: The Cat in the Bag, Die Mondfalle, The Times That Are und The River Schooners. Sein persönliches Lieblingsprojekt war das Mammutprojekt (mehr als 100 Kilometer Film wurden gedreht) Games of the XXI Olympiad, der offizielle Film der Olympischen Spiele 1976 in Montreal.
1982 wurde Bobet zum Leiter der Koproduktionen der NFB mit der Privatwirtschaft und 1983 zum ausführenden Produzenten von Studio C (französischsprachige Spielfilmproduktion) ernannt. 1984 zog er sich aus dem Vorstand zurück, setzte aber seine Lehrtätigkeit fort und war Co-Autor des Drehbuchs von Daffy und der Wal. Bobet sagte einmal, die Aufgabe eines Produzenten sei es, „all die kleinen Dinge zu tun, die man nicht sieht, wenn man einen Film auf die Leinwand bringt“.
Bei der Oscarverleihung 1980 war er gemeinsam mit Paul Cowan für den Oscar in der Kategorie besten Dokumentarfilm nominiert.

## Filmografie

### Als Produzent
- 1951: The Man in the Peace Tower
- 1951: Chansons créoles
- 1958: Islands of the Frozen Sea
- 1959: Il faut qu’une bibliothèque soit ouverte ou fermée
- 1959: La Battaison
- 1961: One Sunday in Canada
- 1961: La Lutte
- 1961: Les Femmes parmi nous
- 1962: Patinoire
- 1963: Patte mouillée
- 1963: Olympic Swimmers
- 1963: 30 Minutes, Mister Plummer
- 1963: Pour la suite du monde
- 1964: Springboard to the Sun
- 1964: Solange dans nos campagnes
- 1964: Percé on the Rocks
- 1964: Parallèles et grand soleil
- 1964: La Fin des étés
- 1964: Fabienne sans son Jules
- 1964: Escale des oies sauvages
- 1964: Corps agiles
- 1964: Bonsoir, Monsieur Champagne
- 1964: The Big Swim
- 1964: Appuis et suspensions
- 1964: The Cat in the Bag
- 1965: La Vie heureuse de Léopold Z.
- 1965: Les Ludions
- 1965: Images d’un concours
- 1965: Geld oder Leben (La bourse et la vie)
- 1965: 60 Cycles
- 1966: Volleyball
- 1966: En février
- 1966: Dimensions
- 1967: Parcs atlantiques
- 1967: Jeux de Québec 1967
- 1967: A Child in His Country
- 1967: 9 minutes
- 1967: The Times That Are
- 1968: The River Schooners
- 1968: Le Beau plaisir
- 1969: La Guerre des pianos
- 1973: Trois fois passera
- 1973: La dernière neige
- 1974: Les Tacots
- 1974: Le Grand Voyage
- 1975: Cher Théo
- 1975: Les Avironneuses
- 1977: Samedi – Le Ventre de la nuit
- 1977: Mercredi – Petits souliers, petit pain
- 1977: Lundi – Une chaumière, un cœur
- 1977: Jeudi – À cheval sur l’argent
- 1977: Dimanche – Granit
- 1977: The Machine Age
- 1977: Games of the XXI Olympiad
- 1978: Vendredi – Les Chars
- 1978: Nelli Kim
- 1978: Mardi – Un jour anonyme
- 1978: Le Ventre de la nuit
- 1979: Richard Rohmer and His Referendum: A View from Quebec
- 1979: Going the Distance
- 1980: Monica Goermann, Gymnast
- 1980: John Raftery Amateur Boxer
- 1980: Far from Away: The Arts in St. John’s
- 1980: Diving: No Place for Cowards
- 1980: Le Pays de la terre sans arbre ou Le mouchouânipi
- 1980: L’Enfant fragile
- 1980: La Nuit de la poésie 28 Mars 1980
- 1981: Fermont, P.Q.
- 1981: Les Adeptes
- 1982: La Phonie furieuse
- 1982: Marie Uguay
- 1982: Cries from the Deep
- 1982: St. Lawrence: Stairway to the Sea
- 1982: The Shimmering Beast
- 1983: La Plante
- 1983: Les Enfants des normes post scriptum
- 1984: Mario
- 1984: Das Verbrechen des Ovide Plouffe (Le crime d’Ovide Plouffe)

### Als Drehbuchautor
- 1948: Saguenay
- 1948: Double Heritage
- 1952: Winter Week-end: Revised
- 1952: Winter Week-end
- 1954: Le Voleur de rêves
- 1955: Pour ou contre les étrangers
- 1955: Leaving It to the Experts
- 1956: Chantons maintenant
- 1967: A Child in His Country
- 1974: Pris au collet
- 1977: L'Âge de la machine
- 1987: Daffy und der Wal (La grenouille et la baleine)

### Als Regisseur
- 1955: Pour ou contre les étrangers
- 1955: Leaving It to the Experts
- 1955: Community Responsibilities
- 1956: Man of America
- 1961: Les Femmes parmi nous
- 1967: Jeux de Québec 1967
- 1967: En octobre
- 1967: 9 minutes
- 1968: Étude en 21 points

### Als Filmeditor
- 1951: Ottawa: Today and Tomorrow
- 1961: Les Femmes parmi nous